# شهرستان ویلیامزبرگ (کارولینای جنوبی)
شهرستان ویلیامزبرگ، کارولینای جنوبی (به انگلیسی: Williamsburg County, South Carolina) یک سکونتگاه مسکونی در ایالات متحده آمریکا است که در کارولینای جنوبی واقع شده‌است.

## خصوصیات
شهرستان ویلیامزبرگ ۲٬۴۲۶٫۸۳ کیلومترمربع مساحت دارد.